# Neurale stamcel

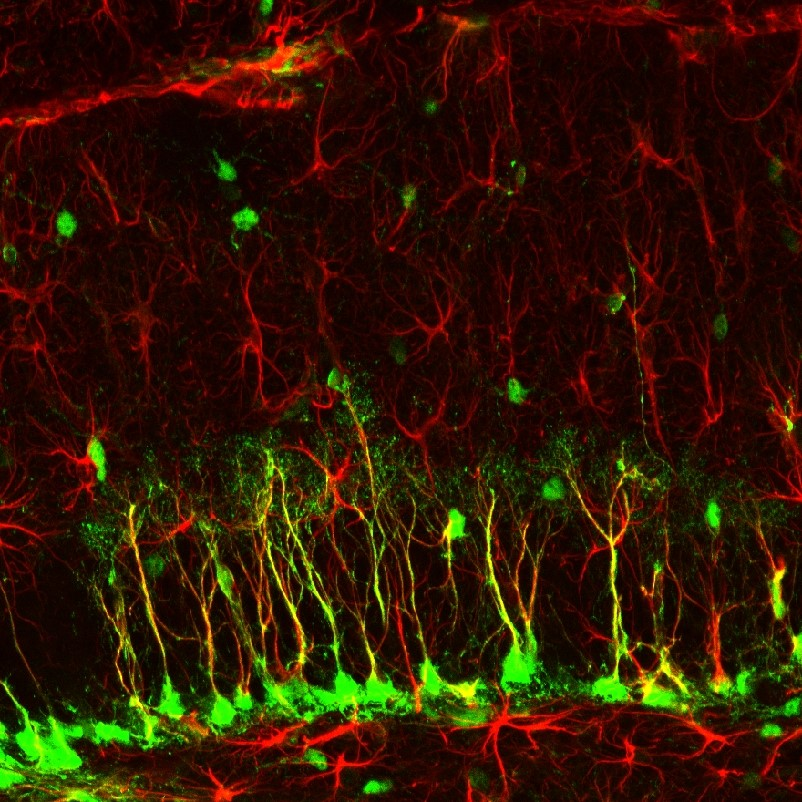
Neurale stamcellen (groen) met astrocyten (rood) die ze omringen in de gyrus dentatus van de hippocampus van een jonge muis.

Met groen fluorescent proteïne gekleurde neurale voorloperstamcellen (groen) in de reukbol van de rat.

Neurale stamcellen (NSC's) zijn zelfvernieuwende, multipotente stamcellen die eerst de radiale gliacellen genereren die de zenuwcellen en gliacellen van het zenuwstelsel van alle dieren genereren tijdens de embryonale ontwikkeling. Sommige neurale voorloperstamcellen blijven bestaan in zeer beperkte gebieden in de hersenen van volwassen gewervelde dieren en blijven gedurende hun hele leven zenuwcellen produceren. Verschillen in de grootte van het centraal zenuwstelsel behoren tot de belangrijkste verschillen tussen de soorten en dus behoren mutaties in de genen die de grootte van het neurale stamcelcompartiment reguleren tot de belangrijkste drijvende krachten achter de evolutie van gewervelde dieren.
Stamcellen worden gekenmerkt door hun vermogen om te differentiëren in meerdere celtypen. Ze ondergaan symmetrische of asymmetrische celdeling in twee dochtercellen. Bij symmetrische celdeling zijn beide dochtercellen ook stamcellen. Bij asymmetrische celdeling produceert een stamcel één stamcel en één gespecialiseerde cel. Neurale stamcellen differentiëren voornamelijk in zenuwcellen, astrocyten en oligodendrocyten.

## Locatie in de hersenen
In de hersenen van volwassen zoogdieren zijn het stratum granulare (korrellaag) in de gyrus dentatus van de hippocampus, de subventriculaire zone rond de zijventrikels en de hypothalamus (precies in de dorsale α1-, α2-regio en de hypothalamische proliferatieve regio, gelegen in de aangrenzende eminentia mediana) komen neurale stamcellen voor.

## Functie

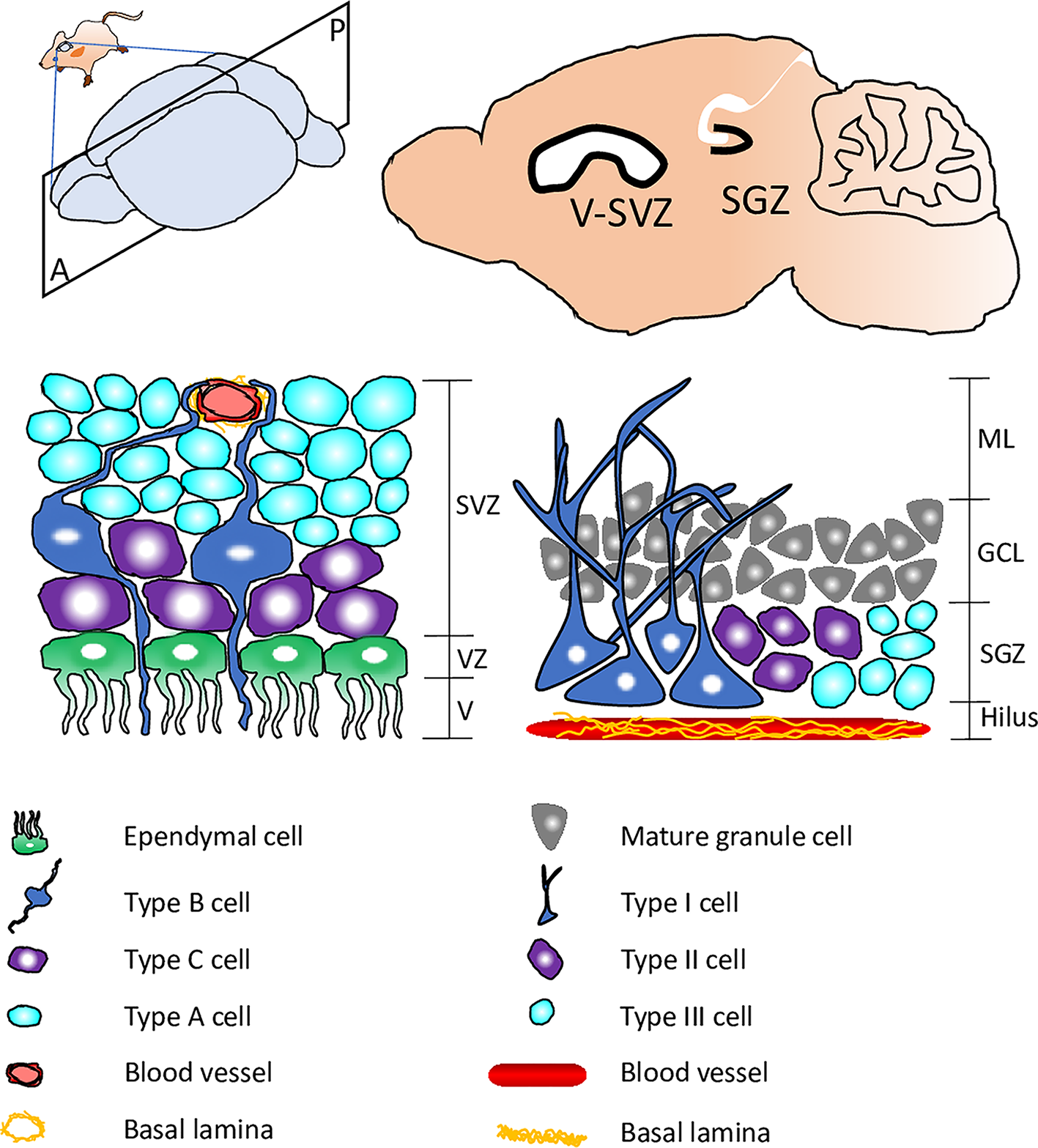
Voorstelling van neurogene niches in de hersenen van volwassen zoogdieren. Boven: een sagittale doorsnede van de hersenen van muizen met neurogene niches SGZ en V–SVZ gemarkeerd. Onder: rustende neurale stamcellen type B in SVZ. Volwassen korrelcellen type I in SGZ en hun omringende cellulaire en moleculaire componenten binnen de V–SVZ (links) en SGZ (rechts). GCL, korrelcellaag; ML, moleculaire laag; NSC, neurale stamcel; SGZ, subgranulaire zone; SVZ, subventriculaire zone; V, ventriculaire ruimte; VZ, ventriculaire zone.

Epidermale groeifactor (EGF) en fibroblastgroeifactor (FGF) zijn mitogenen die de groei van neurale voorlopercellen en stamcellen in vitro bevorderen, hoewel andere factoren die door de neurale voorlopercellen en stamcelpopulaties worden gesynthetiseerd ook nodig zijn voor optimale groei. Er wordt verondersteld dat neurogenese in de volwassen hersenen afkomstig is van neurale stamcellen. De oorsprong en identiteit van neurale stamcellen in de volwassen hersenen moeten nog worden vastgesteld.

### Directe reversie tijdens differentiatie
Het meest geaccepteerde model van een volwassen neurale stamcel is een radiale, gliale fibrillaire zure proteïne-positieve cel. Rustende stamcellen worden type B-cellen genoemd die in de rusttoestand kunnen blijven dankzij het hernieuwbare weefsel dat wordt geleverd door de specifieke niches in de hersenen die bestaan uit bloedvaten, astrocyten, microglia, ependymale cellen en extracellulaire matrix. Deze niches bieden voeding, structurele ondersteuning en bescherming voor de stamcellen totdat ze worden geactiveerd door externe stimuli. Eenmaal geactiveerd, ontwikkelen de type B-cellen zich tot de zogenaamde type C-cellen, actieve prolifererende intermediaire cellen, die zich vervolgens delen in neuroblasten die ook wel type A-cellen worden genoemd. De ongedifferentieerde neuroblasten vormen ketens die migreren en zich ontwikkelen tot volwassen zenuwcellen. In de reukkolf rijpen ze tot op GABA reagerende korrelcellen, terwijl ze in de hippocampus rijpen tot korrelcellen van de (gyrus dentatus).

### Epigenetische veranderingen
Epigenetische veranderingen zijn belangrijke regulatoren van genexpressie in differentiërende neurale stamcellen. Belangrijke epigenetische veranderingen omvatten DNA-methylering om 5-methylcytosine en 5-hydroxymethylcytosine te vormen. Deze typen modificatie zijn cruciaal voor het bepalen van het lot van de cel in de zich ontwikkelende en volwassen zoogdierhersenen.
DNA-methylering wordt gekatalyseerd door DNA-methyltransferases (DNMT's). Methylcytosinedemethylering wordt in verschillende afzonderlijke stappen gekatalyseerd door TET-enzymen die oxidatieve reacties uitvoeren (bijv. 5-methylcytosine tot 5-hydroxymethylcytosine) en enzymen van de base-excisiereparatie (BER)-pad.

### Rol bij aandoeningen
Neurale stamcellen spelen een belangrijke rol tijdens de ontwikkeling door de enorme veelheid aan zenuwcellen, astrocyten en oligodendrocyten in het ontwikkelende centraal zenuwstelsel te produceren. Ze spelen ook een belangrijke rol bij volwassen dieren, bijvoorbeeld bij het leren en de neurale plasticiteit van de hippocampus bij volwassen muizen, naast het leveren van zenuwcellen aan de reukkolf bij muizen.
Met name de rol van neurale stamcellen tijdens aandoeningen wordt nu opgehelderd door verschillende onderzoeksgroepen over de hele wereld. De reacties tijdens beroerte, multiple sclerose en de ziekte van Parkinson in diermodellen en mensen maken deel uit van het huidige onderzoek. De resultaten van dit lopende onderzoek kunnen in de toekomst worden toegepast bij de behandeling van menselijke neurologische aandoeningen.
Uit klassieke experimenten uitgevoerd door Sanjay Magavi en Jeffrey Macklis is gebleken dat neurale stamcellen betrokken zijn bij migratie en vervanging van stervende zenuwcellen.
Met behulp van laser-geïnduceerde schade aan corticale lagen toonde Magavi aan dat neurale voorlopers van de subventriculaire zone (de regio gelegen op de buitenwand van elke zijventrikel) doublecortin tot expressie brengen, een cruciaal molecuul voor migratie van neuroblasten over lange afstanden naar het gebied van schade en dat ze differentiëren in volwassen zenuwcellen die vervolgens de NeuN-marker tot expressie brengen. Bovendien toonde de groep van Masato Nakafuku uit Japan voor het eerst de rol van hippocampale stamcellen aan tijdens een beroerte bij muizen. Deze resultaten toonden aan dat neurale stamcellen als gevolg van letsel in de volwassen hersenen kunnen worden ingeschakeld. Bovendien toonde de groep van Evan Y. Snyder in 2004 aan dat neurale stamcellen op een gerichte manier naar hersentumoren migreren. Jaime Imitola, M.D. en collega's van Harvard toonden voor het eerst een moleculair mechanisme aan voor de reacties van neurale stamcellen op letsel. Ze toonden aan dat chemokines die tijdens letsel vrijkomen, zoals SDF-1a, verantwoordelijk waren voor de gerichte migratie van menselijke neurale stamcellen en die van muizen naar gebieden van letsel bij muizen.[19] Sindsdien zijn er andere moleculen gevonden die deelnemen aan de reacties van neurale stamcellen op letsel. Al deze resultaten zijn op grote schaal gereproduceerd en uitgebreid door andere onderzoekers die zich hebben aangesloten bij het klassieke werk van Richard L. Sidman in autoradiografie, die autoradiografie gebruikte voor de visualisering van de ontwikkeling tijdens de neurogenese. Joseph Altmanen gebruikte die bij volwassenen in de jaren 60, als bewijs van de reacties van volwassen neurale stamcel-activiteiten en neurogenese tijdens homeostase en letsel.
De zoektocht naar aanvullende mechanismen die werken in de letselomgeving en hoe ze de reacties van neurale stamcellen beïnvloeden tijdens acute en chronische ziekte is een onderwerp van intensief onderzoek.

## Ontwikkeling

### In vivo

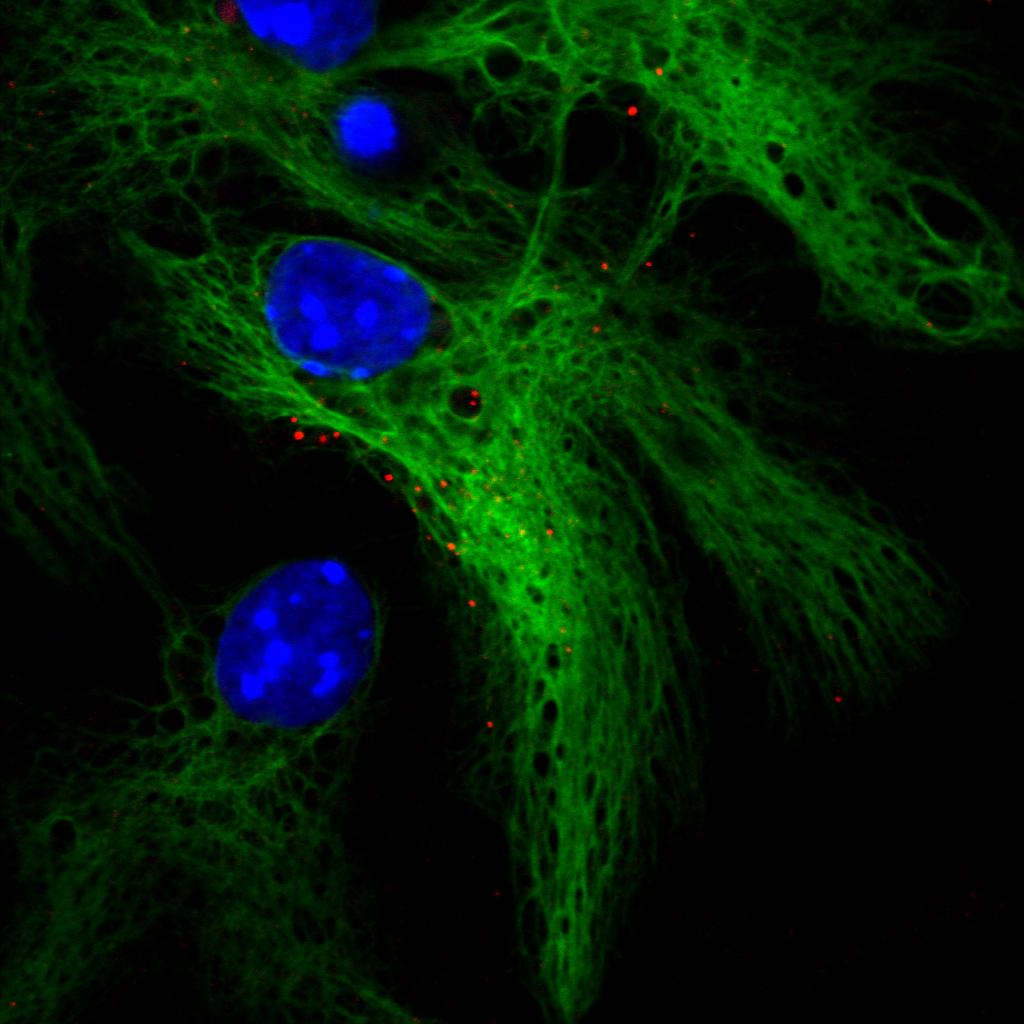
Neurale stamcellen gedifferentieerd tot astrocyten (groen) en locaties van de groeihormoonreceptor (somatotropine-receptor) zijn in rood weergegeven.

Er zijn twee basistypen stamcellen: 
- volwassen stamcellen, die beperkt zijn in hun vermogen om te differentiëren en
- embryonale stamcellen, die pluripotent zijn en het vermogen hebben om te differentiëren in elk celtype.[3]

Neurale stamcellen zijn meer gespecialiseerd dan embryonale stamcellen omdat ze alleen radiale gliacellen genereren die aanleiding geven tot de zenuwcellen en gliacellen van het centraal zenuwstelsel.  Tijdens de embryonale ontwikkeling van gewervelde dieren gaan neurale stamcellen over in radiale gliacellen, ook bekend als radiale gliale voorlopercellen, en verblijven ze in een tijdelijke zone die de ventriculaire zone wordt genoemd. Zenuwcellen worden in grote aantallen gegenereerd door radiale gliale voorlopercellen tijdens een specifieke periode van embryonale ontwikkeling via het proces van neurogenese, en blijven in het volwassen leven gegenereerd worden in beperkte delen van de volwassen hersenen. Volwassen neurale stamcellen differentiëren tot nieuwe zenuwcellen binnen de volwassen subventriculaire zone, een overblijfsel van het embryonale neuro-epitheel, evenals de gyrus dentatus van de hippocampus. Neuro-epitheelcellen, of neuro-ectodermale cellen, vormen de wand van de gesloten neurale buis in de vroege embryonale ontwikkeling.

### In vitro
Volwassen neurale stamcellen werden voor het eerst geïsoleerd uit muizenstriatum in de vroege jaren 1990. Ze zijn in staat om multipotente neurosferen te vormen wanneer ze in vitro worden gekweekt. Een neurosfeer is een cultuursysteem dat bestaat uit vrij zwevende clusters van neurale stamcellen. Neurosferen kunnen zichzelf vernieuwende en prolifererende gespecialiseerde cellen produceren. Deze neurosferen kunnen differentiëren om de gespecialiseerde zenuwcellen, gliacellen en oligodendrocyten te vormen.  In eerdere studies zijn gekweekte neurosferen getransplanteerd in de hersenen van immuundeficiënte pasgeboren muizen en hebben ze proliferatie en neurale differentiatie vertoond.

### Communicatie en migratie
Neurale stamcellen worden gestimuleerd om te beginnen met differentiatie via signalen uit de micro-omgeving of stamcelniche. Sommige zenuwcellen migreren van de subventriculaire zone langs de rostrale migratoire stroom die een mergachtige structuur bevat met neuro-epitheelcellen en astrocyten wanneer ze worden gestimuleerd. De neuro-epitheelcellen en astrocyten vormen gliale buizen die worden gebruikt door migrerende neuroblasten. De astrocyten in de buizen bieden ondersteuning voor de migrerende cellen en isolatie tegen elektrische en chemische signalen die worden vrijgegeven door omliggende cellen. De astrocyten zijn de primaire voorlopers voor snelle celversterking. De neuroblasten vormen strakke ketens en migreren naar de opgegeven plaats van celbeschadiging om zenuwcellen te repareren of te vervangen. Een voorbeeld is een neuroblast die migreert naar de reukkolf om te differentiëren in korrelcellen die een radiaal migratiepatroon hebben in plaats van een tangentieel.

### Veroudering
De proliferatie van neurale stamcellen neemt af als gevolg van veroudering. Er zijn verschillende benaderingen gebruikt om deze leeftijdsgerelateerde achteruitgang tegen te gaan. Omdat FOX-eiwitten de homeostase van neurale stamcellen reguleren,zijn FOX-eiwitten gebruikt om neurale stamcellen te beschermen door de Wnt-signalering te remmen.

## Onderzoek

### Regeneratieve therapie van het centraal zenuwstelsel

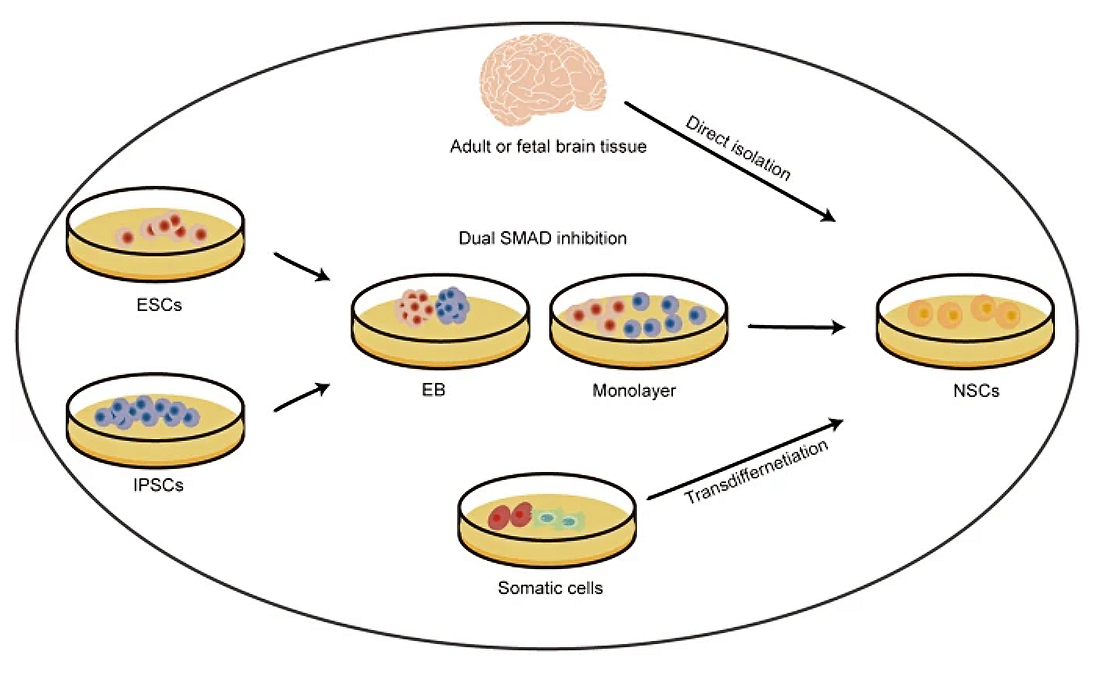
Bronnen van neurale stamcellen

Celdood is een kenmerk van acute centraal zenuwstelsel-stoornissen en neurologische aandoeningen. Het verlies van cellen wordt versterkt door het gebrek aan regeneratieve vermogens voor celvervanging en -herstel in het centraal zenuwstelsel. Een manier om dit te omzeilen is door celvervangingstherapie te gebruiken via regeneratieve neurale stamcellen. Neurale stamcellen kunnen in vitro worden gekweekt als neurosferen. Deze neurosferen zijn samengesteld uit neurale stamcellen en voorlopercellen met groeifactoren zoals EGF en FGF. Het verwijderen van deze groeifactoren activeert differentiatie in neuronen, astrocyten of oligodendrocyten die in de hersenen kunnen worden getransplanteerd op de plaats van de verwonding. De voordelen van deze therapeutische benadering zijn onderzocht bij de ziekte van Parkinson, de ziekte van Huntington en multiple sclerose. Neurale stamcellen en voorlopercellen induceren zenuwherstel via intrinsieke eigenschappen van zenuwbescherming en verandering van het immuunsysteem. Enkele mogelijke transplantatieroutes zijn intracerebrale transplantatie en xenotransplantatie.
Voor neurologische aandoeningen is een andere transplantatietherapie die in onderzoek naar voren komt de gerichte inductie van neurale stamcellen. De directe transplantatie van neurale stamcellen is beperkt en kent uitdagingen vanwege een lage overlevingskans en onzinnige differentiatie. Om de beperkingen te overwinnen, is de directe inductie van neurale stamcellen gericht op het manipuleren van de differentiatie van neurale stamcellen voorafgaand aan de transplantatie. Momenteel worden neurale stamcellen verkregen uit primaire centraal zenuwstelweefsels, de differentiatie van pluripotente stamcellen en transdifferentiatie uit somatische cellen. Geïnduceerde neurale stamcellen kunnen worden geherprogrammeerd uit somatische cellen. Daarom wordt bij de gerichte inductie neurale stamcellen uit verschillende bronnen gehaald en worden ze gedwongen om te differentiëren in de gewenste neurale afstammingscellen. Een voorbeeld van het therapeutische gebruik van deze techniek is de gerichte differentiatie van ventrale middenhersenen op dopamine reagerende (DAergene) zenuwcellen in verschillende modellen van de ziekte van Parkinson. Huidige therapieën voor de neurologische ziekte van Parkinson omvatten dopaminevervangingstherapie. Dit werkt om de ziekte van Parkinson-symptomen te verlichten, maar naarmate de ziekte vordert, worden de verlichtende mechanismen op een niet-lineaire manier beïnvloed.
Een alternatieve therapeutische benadering van de transplantatie van neurale stamcellen en voorlopercellen is de farmacologische activering van endogene neurale stamcellen en voorlopercellen. Geactiveerde endogene neurale stamcellen en voorlopercellen produceren neurotrofe factoren, verschillende behandelingen die een pad activeren dat de fosforylering van STAT3 op het serineresidu en daaropvolgende verhoging van Hes3-expressie (STAT3-Ser/Hes3-signaalas) omvat, verzetten zich tegen neuronale dood en ziekteprogressie in modellen van neurologische aandoeningen.

### Generatie van 3D in vitro modellen van het menselijk centraal zenuwstelsel

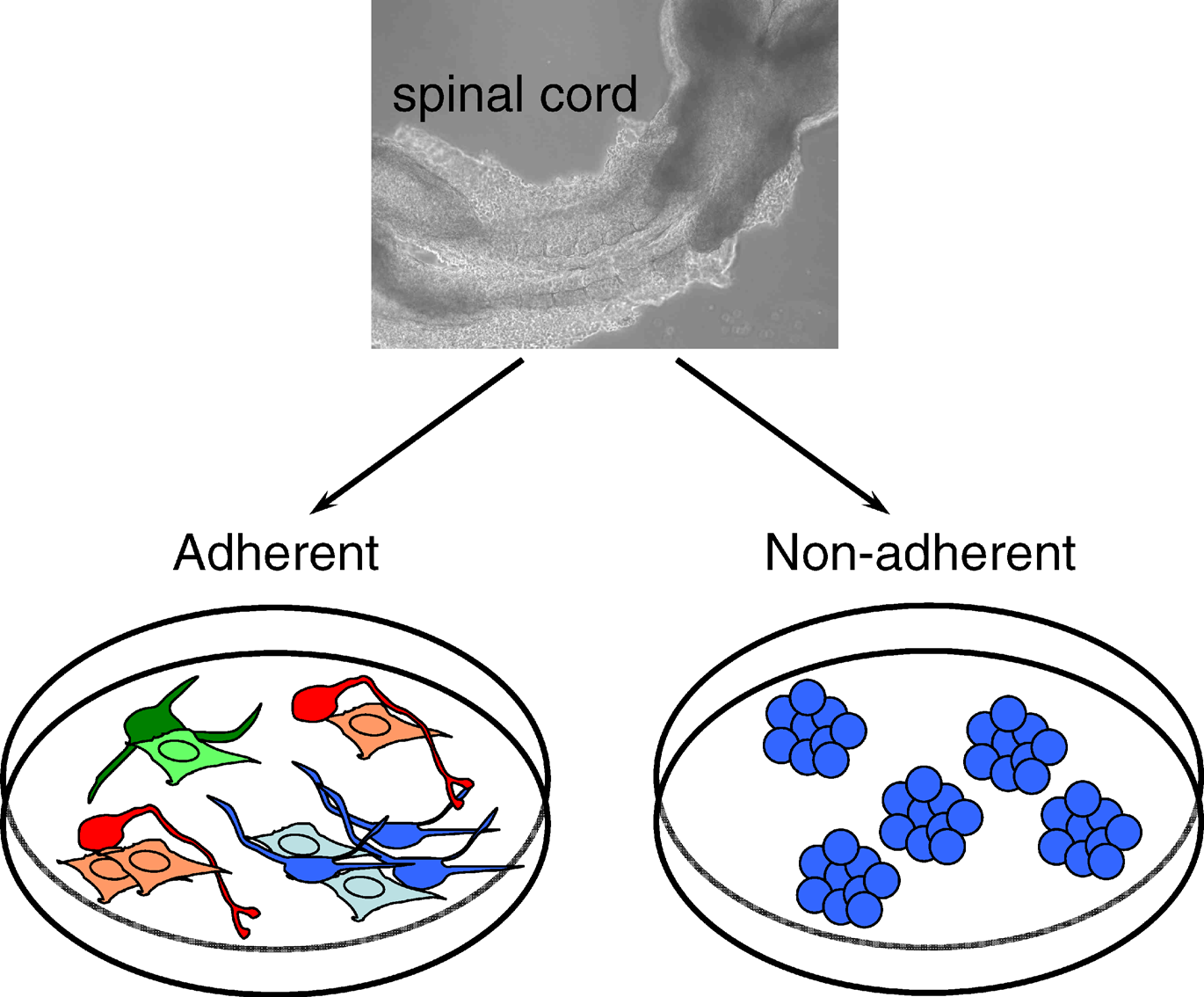
Ruggenmergvoorlopercellen geïsoleerd uit het ruggenmerg en gekweekt in weefselkweek als aanhechtende (adherent) culturen of niet-aanhechtende neurosferen

Menselijke middenhersenen-afgeleide neurale voorlopercellen (hmNPC's) hebben het vermogen om te differentiëren in meerdere neurale cellijnen die leiden tot neurosferen en meerdere neurale fenotypes. Een neurosfeer is een cultuursysteem dat bestaat uit vrij zwevende clusters van neurale stamcellen De hmNPC kan worden gebruikt om een 3D in vitro model van het menselijk centraal zenuwstelsel te ontwikkelen. Er zijn twee manieren om de hmNPC's te kweken, de aanhechtende monolaag en de neurosfeer kweeksystemen. Het neurosfeer kweeksysteem is eerder gebruikt om centraal zenuwstelselstamcellen te isoleren en te vermeerderen en door zijn vermogen om hmNPC's te aggregeren en te prolifereren onder serumvrije media-omstandigheden met de aanwezigheid van epidermale groeifactor (EGF) en fibroblastgroeifactor-2 (FGF2). In eerste instantie werden de hmNPC's geïsoleerd en vermeerderd voordat een 2D differentiatie werd uitgevoerd die werd gebruikt om een enkele celsuspensie te produceren. Deze enkele celsuspensie hielp om een homogene 3D structuur van uniforme aggregaatgrootte te bereiken. De 3D-aggregatie vormde neurosferen die werden gebruikt om een in vitro 3D centraal zenuwstelsel-model te vormen.

### Bioactieve geraamtes als behandeling van traumatisch hersenletsel
Traumatisch hersenletsel (TBI) kan het hersenweefsel vervormen, wat leidt tot primaire schade door necrose, die vervolgens kan leiden tot secundaire schade zoals excitotoxiciteit, ontsteking, ischemie en de afbraak van de bloed-hersenbarrière. De schade kan escaleren en uiteindelijk leiden tot apoptose of directe celdood. Huidige behandelingen richten zich op het voorkomen van verdere schade door bloedingen te stabiliseren, intracraniële druk en ontsteking te verminderen en pro-apoptotische cascades te remmen. Om TBI-schade te herstellen, omvat een toekomstige therapeutische optie het gebruik van neurale stamcellen afkomstig van de embryonale peri-ventriculaire regio. Stamcellen kunnen worden gekweekt in een gunstige 3-dimensionale, laag cytotoxische omgeving, een hydrogel, die de overleving van neurale stamcellen zal vergroten wanneer ze worden geïnjecteerd bij TBI-patiënten. De intracerebraal geïnjecteerde, geprimede neurale stamcellen bleken te migreren naar beschadigd weefsel en te differentiëren in oligodendrocyten of zenuwcellen die neuroprotectieve factoren afscheidden.

### Galectine-1 in neurale stamcellen
Galectine-1 wordt tot expressie gebracht in volwassen neurale stamcellen en heeft een fysiologische rol in de behandeling van neurologische aandoeningen in diermodellen. Er zijn twee benaderingen voor het gebruik van neurale stamcellen  als therapeutische behandeling:
- stimuleer intrinsieke neurale stamcellen om proliferatie te bevorderen om beschadigd weefsel te vervangen, en
- transplanteer neurale stamcellen  in het beschadigde hersengebied om de neurale stamcellen in staat te stellen het weefsel te herstellen. Lentivirusvectoren werden gebruikt om menselijke neurale stamcellen (hNSC's) te infecteren met Galectine-1 die later werden getransplanteerd in het beschadigde weefsel. De hGal-1-hNSC's induceerden een beter en sneller herstel van het beschadigde hersenweefsel, evenals een vermindering van motorische en sensorische tekorten in vergelijking met alleen hNSC-transplantatie.[15]

### Assays
Neurale stamcellen worden routinematig in vitro bestudeerd met behulp van een methode die bekendstaat als de Neurosphere Assay (of Neurosphere culture system), die voor het eerst werd ontwikkeld door Reynolds en Weiss.[30] Neurosferen zijn intrinsiek heterogene cellulaire entiteiten die bijna volledig worden gevormd door een klein deel (1 tot 5%) langzaam delende neurale stamcellen en door hun nageslacht, een populatie van snel delende nestine-positieve voorlopercellen. Het totale aantal van deze voorlopers bepaalt de grootte van een neurosfeer en als gevolg daarvan kunnen verschillen in de grootte van de sfeer binnen verschillende neurosfeerpopulaties veranderingen in de proliferatie, overlevings- en/of differentiatiestatus van hun neurale voorlopers weerspiegelen. Er is inderdaad gerapporteerd dat verlies van β1-integrine in een neurosfeercultuur de capaciteit van β1-integrine-deficiënte stamcellen om nieuwe neurosferen te vormen niet significant beïnvloedt, maar het beïnvloedt wel de grootte van de neurosfeer: β1-integrine-deficiënte neurosferen waren over het algemeen kleiner vanwege toegenomen celdood en verminderde proliferatie.
Hoewel de Neurosphere Assay de methode van keuze is geweest voor isolatie, uitbreiding en zelfs de telling van neurale stam- en voorlopercellen, hebben verschillende recente publicaties enkele van de beperkingen van het neurosfeercultuursysteem als methode voor het bepalen van neurale stamcelfrequenties benadrukt. In samenwerking met Reynolds heeft STEMCELL Technologies een op collageen gebaseerde assay ontwikkeld, de Neural Colony-Forming Cell (NCFC) Assay, voor de kwantificering van neurale stamcellen. Belangrijk is dat deze assay onderscheid maakt tussen neurale stam- en voorlopercellen.

## Geschiedenis
Het eerste bewijs dat neurogenese plaatsvindt in bepaalde regio's van de hersenen van volwassen zoogdieren kwam uit [3H]-thymidine-labelingstudies die in 1965 werden uitgevoerd door Altman en Das, die postnatale hippocampale neurogenese bij jonge ratten aantoonden. In 1989 beschreef Sally Temple multipotente, zichzelf vernieuwende voorloper- en stamcellen in de subventriculaire zone van de muizenhersenen. In 1992 waren Brent A. Reynolds en Samuel Weiss de eersten die neurale voorloper- en stamcellen isoleerden uit het volwassen striatale weefsel, inclusief de subventriculaire zone  — een van de neurogene gebieden — van het hersenweefsel van volwassen muizen. In hetzelfde jaar was het team van Constance Cepko en Evan Y. Snyder de eersten die multipotente cellen isoleerden uit de kleine hersenen van muizen en deze stabiel transfecteerden met het oncogen N-Myc. Dit molecuul is een van de genen die nu veel gebruikt worden om volwassen niet-stamcellen te herprogrammeren tot pluripotente stamcellen. In 1998 toonde Elizabeth Gould van de Universiteit van Princeton aan dat er neurogenese plaatsvindt in een specifiek deel van de hippocampus van volwassen apen. Ditzelfde fenomeen werd waargenomen door het team van Freg Gage van het Salk Institute in Californië bij mensen. Sindsdien zijn neurale voorlopercellen en stamcellen geïsoleerd uit verschillende gebieden van het volwassen centraal zenuwstelsel, waaronder niet-neurogene gebieden, zoals het ruggenmerg, en uit verschillende soorten, waaronder mensen.